# Madan Theatres
Madan Theatre Company ou Madan Theatres Limited ou raccourci en Madan Theatres est une compagnie de production cinématographique fondée par Jamshedji Framji Madan, un pionnier du cinéma indien.
Madan Theatres ont connu leur apogée vers la fin des années 1920, possédant 127 théâtres et contrôlant la moitié du box office du pays. 